# Luther Reed
Luther Reed (14 de julho de 1888 – 15 de junho de 1961) foi um diretor de cinema e roteirista norte-americano.
Reed nasceu em 1888, em Berlin, Wisconsin e se formou na Universidade Columbia. Antes de sua carreira no cinema, ele trabalhou como jornalista, crítico musical e teatro para New York Herald. Reed dirigiu filmes como Convention Girl, Dixiana e Hit the Deck. Ele também trabalhou com Howard Hughes no filme Hell's Angels (1930).
Reed foi casado com a atriz Naomi Childers até seu divórcio em 1929. Eles tiveram um filho juntos. Reed morreu em Nova Iorque, NI, em 1961.

## Filmografia selecionada
- Convention Girl (1935)
- Dixiana (1930)
- Hit the Deck (1930)
- Rio Rita (1929)
- Sawdust Paradise (1928)
- Honeymoon Hate (1927)
- Shanghai Bound (1927)
- The World at Her Feet (1927)
- Evening Clothes (1927)
- New York (1927)
- The Ace of Cads (1926)
- Yolanda (1924)
- Some Bride (1919)